# August Severin
Johann Friedrich August Severin, auch Wilhelm (* 23. Oktober 1780; † 14. September 1861 in Berlin), war ein deutscher Architekt, preußischer Baubeamter und Hochschullehrer.

## Leben

### Familie
Augusts Vater Friedrich Severin († vor 1799) stammte aus Kopenhagen und war zuletzt Lehrer und französischer Sprachmeister am Züllichauer Pädagogium. Seine Mutter Susanna Magdalene Geisler († nach 1811) stammte aus Liegnitz. Der preußische Pädagoge und Schriftsteller, Karl Ludwig Severin (1785–1851) und der Vize-Superintendent in Freienwalde i.Pom., schließlich Pastor in Wolkwitz, Heinrich Ferdinand Severin (1788–1850) waren seine jüngeren Brüder. Aus seiner 1810 in Saabor geschlossenen Ehe mit Ernestine Beate Tschirner sind drei Töchter und die beiden Juristen Ludwig Severin (1813–1863) und Ernst Severin (1818–1888) hervorgegangen. Ludwig Benjamin Henz (1798–1860) war sein angeheirateter Neffe.

### Werdegang
August Severin machte 1799 sein Abitur am Züllichauer Pädagogium und studierte zunächst in Frankfurt/Oder Mathematik. 1805 machte er ein Examen zum Baukondukteur, bereits 1806 wurde der Bau des Leuchtturm Hel von ihm begonnen und wurde 1813/14 als Wasserbaukondukteur bei der Regierung in Liegnitz erwähnt. 1816 wurde er nach Berlin versetzt, wo er für Land-, Wasser- und Chausseebau in der Neumark (östlich der Oder) und Posen sowie Chaussee- und Landbau in Schlesien zuständig war. 1819 wurde er zum Fabrikenkommissionsrat ernannt. 1821 gehörte er zu den ersten vier Dozenten des neu gegründeten Gewerbeinstituts und lehrte dort bis 1828 Arithmetik, Maschinenlehre, Statik und Mechanik. Nach Versetzung des Oberbaurats Rothe in den Ruhestand wurde Severin 1828 zum Mitglied der Oberbaudeputation berufen und zum Geheimen Oberbaurat ernannt. In den folgenden Jahren unternahm er regelmäßige und systematische Inspektionsreisen durch Pommern und die Provinz Preußen. In Zusammenarbeit mit Schinkel zeichnete er Entwürfe für ein Garnison-Lazarett (1829) und ein Artillerie-Zeughaus (1840) in Kolberg. 1832 bis 1835 wurde nach seinen Entwürfen das Regierungsgebäude in Gumbinnen errichtet. Ab 1844 wirkte er zudem beim Bau des Oberländischen Kanals zwischen Elbing und Osterode in Ostpreußen mit. Von 1848 bis 1849 war er gemeinsam mit Busse und Hagen Direktor der Bauakademie. 1849 wurde er nach Danzig zu Beratungen über die Anlage eines Kriegshafens abgeordnet und übernahm nach Ausscheiden Schmids am 10. Mai 1849 die Direktion der Oberbaudeputation. Nach Schließung der Oberbaudeputation im Jahr 1849 wurde er 1850 Wirklicher Geheimer Oberbaurat beim Ministerium für öffentliche Arbeiten. Severin wurde 1851 mit dem Roten Adlerorden II. Klasse mit Eichenlaub geehrt.